# Chloride Group plc
Chloride Group Plc — британская компания, один из ведущих производителей ИБП и решений для обеспечения энергоснабжения. Штаб-квартира компании расположена в Лондоне.
Основной продукцией компании являются:
- ИБП малой мощности (0,7—3 кВА)
- ИБП средней мощности (5—10 кВА)
- ИБП большой мощности (10—6400 кВА)
- Chloride Industrial Systems (выпрямители, инверторы, заказные системы и продукты)

В апреле 2000 года компания приобрела у компании Siemens AG производство ИБП под маркой Masterguard.
В сентябре 2010 года компания была приобретена за 1,5 млрд долларов США транснациональным холдингом Emerson Electric Company.